# Luca Bigazzi
Luca Bigazzi (ur. 9 grudnia 1958 w Mediolanie) – włoski operator filmowy.
Laureat pięciu nagród David di Donatello za najlepsze zdjęcia (na 14 nominacji) oraz Złotej Oselli dla najlepszego operatora na 55. MFF w Wenecji. Nominowany do Europejskiej Nagrody Filmowej dla najlepszego operatora.

## Wybrana filmografia
- 1994: Lamerica
- 1998: Echa dzieciństwa (Cosi ridevano)
- 2000: Chleb i tulipany (Pane e tulipani)
- 2004: Skutki miłości (Le conseguenze dell'amore)
- 2005: Opowieść kryminalna (Romanzo criminale)
- 2008: Boski (Il divo)
- 2010: Zapiski z Toskanii (Copie conforme)
- 2011: Wszystkie odloty Cheyenne’a (This Must Be the Place)
- 2013: Wielkie piękno (La grande bellezza)